# Dallas Taylor (wokalista)
Dallas Taylor (ur. 17 maja 1980) – były wokalista oraz założyciel metalcore’owej grupy Underoath. Wziął on udział w nagrywaniu trzech albumów grupy – Act of Depression, Cries of the Past oraz The Changing of Times. W roku 2003, Dallas został poproszony o opuszczenie zespołu, ze względu na niezbyt dobre relacje z innymi członkami. Na jego miejsce wszedł Spencer Chamberlain, będący wokalistą Underoath do dziś.
W roku 2004, Dallas powrócił z nowym projektem muzycznym Maylene and the Sons of Disaster. Pierwszy album, noszący taką samą nazwę jak zespół pojawił się na rynku 25 października 2005. W tym samym czasie podpisali kontrakt z Mono vs Stereo. Jakiś czas później rozpoczęli współpracę z Ferret Records. W roku 2007 zespół wydał swoją drugą płytę zatytułowaną „II”.
Jedną z jego dużych pasji jest ogrodnictwo, którym zaraził się od swojego ojca.
Jego żona ma na imię Allison. Mają syna, Corgan Taliaferro Taylor (ur. 2006). Dallas ma również brata, który nazywa się Nash Fleet.
Dallas znany jest również z gry w dwuosobowym zespole Everett, gdzie gra z Patrickiem Copelandem. Są kolegami od bardzo dawna. Jak na razie udało im się wydać minialbum Destination, który składa się z czterech utworów, których można posłuchać na stronie iTunes.